# Marquês de Pombal (stație de metrou din Lisabona)
Marquês de Pombal (denumită până în 1998 Rotunda) este o stație care asigură corespondența între linia albastră și cea galbenă a metroului din Lisabona., Stația este situată sub Piața Marquês de Pombal și asigură accesul către bulevardul Avenida da Liberdade, Parcul Eduard al VII-lea și Cinemateca Portuguesa. Atât stația cât și piața de deasupra ei sunt denumite după Sebastião José de Carvalho e Melo, primul marchiz de Pombal.
Precum toate stațiile noi ale metroului din Lisabona, „Marquês de Pombal” este echipată cu scări rulante și ascensoare până la peroane pentru a putea deservi și persoanele cu dizabilități locomotorii.

## Istoric

### Stația de pe linia albastră
Stația de pe linia albastră este una din cele 11 care aparțin rețelei originale a metroului din Lisabona, inaugurată pe 29 decembrie 1959. Proiectul original al acestei stații le aparține arhitecților Francisco Keil do Amaral și Falcão e Cunha, iar decorațiunile pictoriței Maria Keil. În momentul construcției, stația de pe linia albastră a fost singura care asigura o corespondență între două ramuri ale rețelei, dispuse în „Y”.
Pe 15 iulie, odată cu construcția stației de pe linia galbenă, au fost terminate lucrările de reabilitare și extindere a stației de pe linia albastră, pe baza unui proiect al arhitecților José Santa-Rita și João Santa-Rita, cu decorațiuni executate de sculptorii Duarte Nuno Simões și Nuno Simões. Aceste lucrări au presupus prelungirea peroanelor și realizarea coridoarelor de corespondență cu stația de pe linia galbenă.

### Stația de pe linia galbenă
A fost inaugurată pe 15 iulie 1995, odată cu terminarea lucrărilor de separare a liniilor albastră și galbenă. Proiectul le aparține arhitecților Duarte Nuno Simões și Nuno Simões, iar decorațiunile pictorului Menez.

## Legături

### Autobuze orășenești

#### Carris
- 702 Marquês de Pombal ⇄ Serafina (Rua da Igreja)
- 711 Terreiro do Paço ⇄ Alto da Damaia
- 712 Santa Apolónia ⇄ Alcântara Mar (Museu do Oriente)
- 720 Picheleira/Rua Faria Vasconcelos ⇄ Calvário
- 723 Desterro ⇄ Algés
- 727 Roma-Areeiro ⇄ Restelo - Avenida das Descobertas
- 732 Marquês de Pombal ⇄ Caselas
- 736 Cais do Sodré ⇄ Odivelas (Bairro Dr. Lima Pimentel)
- 738 Quinta dos Barros ⇄ Alto de Santo Amaro
- 744 Marquês de Pombal ⇄ Moscavide (Quinta das Laranjeiras)
- 783 Amoreiras (Centro Comercial) ⇄ Portela - Rua Mouzinho de Albuquerque[6]

#### Aerobus
- Linha 1 Aeroporto ⇄ Cais do Sodré
- Linha 2 Aeroporto ⇄ Sete Rios[7]

### Autobuze preorășenești

#### Transportes Sul do Tejo
- 151 Lisabona (Marquês de Pombal) ⇄ Charneca de Caparica (Solmar)
- 155 Lisabona (Marquês de Pombal) ⇄ Costa de Caparica
- 169 Santa Maria do Pinhal ⇄ Lisabona (Marquês de Pombal) (via Feijó)[8]

#### Vimeca / Lisboa Transportes
- 007 Lisabona (Marquês de Pombal) ⇄ Carnaxide (Hospital de Santa Cruz)
- 011 Linda-a-Velha ⇄ Lisabona (Marquês de Pombal)
- 013 Linda-a-Velha ⇄ Lisabona (Marquês de Pombal) ⇄ Queluz de Baixo (via Carnaxide/Queijas)
- 015 Lisabona (Marquês de Pombal) ⇄ Urbanização São Marcos[9]
- 185 Amadora (Hospital) ⇄ Lisabona (Marquês de Pombal)